# هنريك بونتوبيدان
هنريك بونتوبيدان(بالدنماركية: Henrik Pontoppidan)

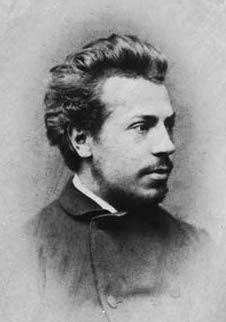
Henrik Pontoppidan.

(ولد في 24 يوليو 1857 - وتوفي في 21 أغسطس 1943)، أديب دنماركي. حصل على جائزة نوبل في الأدب عام 1917 مع كارل غيلوروب، حيث حصل عليها «لوصفه الحقيقي للحياة الحالية في الدنمارك».

## روابط خارجية
- هنريك بونتوبيدان على موقع IMDb (الإنجليزية)
- هنريك بونتوبيدان على موقع الموسوعة البريطانية (الإنجليزية)
- هنريك بونتوبيدان على موقع إن إن دي بي (الإنجليزية)
- هنريك بونتوبيدان على موقع ديسكوغز (الإنجليزية)
- هنريك بونتوبيدان على موقع قاعدة بيانات الفيلم (الإنجليزية)